# Selección de fútbol sub-23 de México
La Selección de fútbol sub-23 de México, es el equipo formado por jugadores de nacionalidad mexicana menores de 23 años de edad que representa a la Federación Mexicana de Fútbol en el Torneo Preolímpico de Concacaf y en el Torneo Olímpico en caso de obtener la clasificación, además, disputa el Torneo Esperanzas de Toulon cada cuatro años. Este es el representativo de fútbol mexicano que consiguió el más importante título internacional de selecciones menores, cuando ganó la medalla de oro en el Torneo Olímpico de Londres 2012.

## Historia
La categoría de selecciones nacionales sub-23 surgió a finales de los años ochenta, cuando el Comité Olímpico Internacional y la FIFA reorganizaron el Torneo Olímpico de Fútbol, con la finalidad de permitir la participación de jugadores juveniles profesionales, y no afectar el desarrollo del balompié de máximo nivel, es decir la Copa del Mundo, y sus respectivas eliminatorias y torneos confederativos. En 1990 al terminar el periodo de suspensión al que estuvo sometido el fútbol mexicano por el caso de los cachirules; la Federación Mexicana de Fútbol instituyó formalmente la categoría sub-23 y la integró en el denominado ciclo olímpico (proceso de competencias que incluyen Juegos Centroamericanos, Panamericanos y Olímpicos) que dirigía la llamada Comisión Tripartita (COM-CONADE-CODEME), con lo cual la nueva selección mexicana sub-23 sería la responsable de seguir el mencionado ciclo de cara a Barcelona 1992, por lo que inició su trayecto internacional debutando como local en los Juegos Centroamericanos y del Caribe 1990. Su debut resultó exitoso al conquistar la medalla de oro venciendo 3-0 a Venezuela. Posteriormente continuó su proceso en los Juegos Panamericanos de La Habana 1991; torneo en el que caería frente a Estados Unidos en la final.
El regreso al Torneo Olímpico se produjo al mismo tiempo de un cambio en el paradigma de competencia de la justa veraniega. La inclusión de profesionales en todas las disciplinas olímpicas y sus preliminares, permitió que un equipo de juveniles sub-23 con experiencia en Primera División clasificara con buenas expectativas a Barcelona 1992. Sin embargo estas no fueron correspondidas, dada la decepcionante actuación del equipo dirigido por Cayetano Rodríguez, que empató los tres duelos de la fase grupal.
A Mar del Plata 1995 asistió una generación muy nutrida de jóvenes consolidados en Primera División, entre ellos Cuauhtémoc Blanco, Oswaldo Sánchez, Braulio Luna, Pavel Pardo y Jesús Arellano. Llevaron el partido final hasta la ronda de penales, donde cayeron frente al local Argentina, que de igual manera participó con un conjunto de jóvenes experimentados, incluso ya jugando en ligas del extranjero, como Javier Zanetti, Roberto Ayala, Juan Pablo Sorín, Ariel Ortega y Marcelo Gallardo.
Sin ceder un solo punto se logró la clasificación, luego de siete victorias consecutivas, cinco de ellas en el pentagonal final realizado en Edmonton, Canadá, en el que ganó el único boleto disponible para el área. La nueva regla de tres refuerzos mayores sub-23 y una buena camada de figuras jóvenes permitieron ver uno de los torneos olímpicos de más alto nivel de la historia en Atlanta 1996. Ante ello el grado de competitividad y dificultad para avanzar se incrementó para la escuadra mexicana, que enfrentaría a selecciones que potencialmente serían base de equipos de la Copa del Mundo en Francia 1998. A pesar de ello se logró un resultado histórico al vencer 1-0 a Italia y después de empatar a cero con Corea del Sur y a uno con Ghana, se perdió ante el eventual campeón Nigeria en la ronda de cuartos de final.
En Winnipeg 1999, sin la presencia de las selecciones sudamericanas, no hubo mayor problema para la consecución del metal dorado, en un equipo que tenía como base a las canteras de Atlas y UNAM.
Santo Domingo 2003 significó el regreso de los equipos sudamericanos, que no tuvieron problema para alzarse con título; sin embargo, y aún sin ganar un solo encuentro, México consiguió la medalla de bronce.
Como parte del proceso mundialista rumbo a Alemania 2006, Ricardo Lavolpe asumió también la titularidad de la selección que enfrentó el preolímpico jugado en Guadalajara, y en consecuencia el Torneo de Atenas 2004. Lavolpe había tomado un conjunto ya trabajado y con experiencia luego de la medalla de plata en los Juegos Centroamericanos de San Salvador 2002 y la de bronce en los Juegos Panamericanos Santo Domingo 2003. La falta de preparación y contundencia perjudicaron al equipo, que con un paso irregular quedó eliminado en la primera ronda.
El proceso de las selección dirigida por Luis Fernando Tena que se preparaba para buscar la calificación a los Juegos Olímpicos de Londres 2012, encontró uno de sus momentos de mejor funcionamiento en el torneo de Guadalajara 2011; donde a pesar de un inicio titubeante, el equipo se consolidó al vencer 5-2 a Uruguay en el último juego de la fase de grupos (previo empate a uno con Trinidad y Tobago y victoria por la mínima 2-1 sobre Ecuador), posteriormente venció 3-0 en semifinales a Costa Rica y obtuvo la medalla de oro al derrotar 1-0 a Argentina, para alcanzar su cuarto título en este tipo de certámenes.

### Preolímpico de Concacaf de 2012
México fue colocado en el grupo B de la fase de grupos junto con Honduras, Panamá y Trinidad y Tobago en donde ganó sus 3 partidos. Primero goleo a Trinidad y Tobago 7-1, después ganó 3-0 a Honduras y finalizó la fase de grupos ganando 1-0 a Panamá. Ya en semifinales, México derrotó a Canadá 3-1. En la final enfrentaría a Honduras a quien ya había derrotado, sin embargo Honduras opuso resistencia. El partido se tuvo que ir a tiempos extra en donde México con gol de Miguel Ponce se clasificó a los Juegos Olímpicos como campeón del Preolímpico.

### Torneo Esperanzas de Toulón de 2012
El Torneo Esperanzas de Toulón de 2012 se realizó entre el 23 de mayo y el 1 de junio de 2012.
México fue ubicado en el grupo B junto con Francia, Marruecos y Bielorrusia. En su primer partido enfrentó a Marruecos, a quien derrotó 4-3. En su segundo partido sufrió su primera y única derrota del torneo, perdiendo 3-1 frente al local Francia. Para calificar a la siguiente fase necesitaba ganar a su próximo rival Bielorrusia, a quien venció 2-1 con 2 goles de Marco Fabián. En semifinales se midió frente a Holanda donde consiguió remontar el marcador y ganar 4-2. México hacia historia al pasar a la final de Toulón, cosa que nunca había hecho. Su próximo rival sería Turquía quien derrotó 1-0 a Francia. México se llevó el torneo al ganar 3-0 a Turquía con goles de Cándido Ramírez, Hiram Mier y Alan Pulido.

### Campeón olímpico de Londres 2012
Tal y como había ocurrido en el proceso rumbo a Montreal 1976, una serie de éxitos precedieron la actuación de la selección mexicana en Londres 2012. El equipo dirigido por Luis Fernando Tena había obtenido la medalla de oro en los Juegos Panamericanos de Guadalajara 2011, el Preolímpico de Concacaf y el título del Torneo Esperanzas de Toulon, todo ello acumulando 13 victorias, un empate y solo una derrota con un total de 42 goles marcados, además de contar con la presencia de una generación de jugadores con actuaciones sobresalientes en mundiales infantiles, juveniles y mayores, experiencia en torneos de Primera División de México y el extranjero. Dichos resultados planteaban un escenario optimista.
México había quedado encuadrado en el sector B junto con otros tres campeones zonales: Gabón, Corea del Sur y Suiza que tenía la base de la selección campeona del mundo sub-17 de 2009.
El 26 de julio el equipo debutó ante los asiáticos; con un juego gris, la selección fue dominada por los orientales, sembrando dudas sobre el ya mencionado optimismo con el que se había llegado. El marcado final con empate a cero.
El 29 de julio, Giovani dos Santos, jugador campeón del mundo sub-17 en 2005, con experiencia en un mundial juvenil en 2007 y en el mayor de 2010;  y con una carrera en Europa, se convirtió en la figura del primer triunfo mexicano al anotar los dos goles de la victoria sobre Gabón. En dicho duelo el equipo mexicano mejoró sustancialmente su operar colectivo.
El 1 de agosto, México finalizó su mejor fase de grupos de la historia, de forma invicta y sin recibir gol, luego de vencer y eliminar 1-0 a Suiza con tanto de Oribe Peralta.
En la fase de cuartos de final el 4 de agosto, se enfrentó a Senegal, quien remonto una desventaja de dos goles que mando el encuentro a tiempos extras, donde en una de sus mejores actuaciones el equipo mexicano logró la victoria 4-2, clasificando por segunda vez a una fase semifinal.
Dándole la voltereta al marcador, tras ir abajo 0-1, el Tri ganó a Japón el 7 de agosto con un buen manejo de balón y con contundencia, con lo cual aseguró darle al balompié mexicano su primera medalla olímpica de la historia. En un duelo de revancha que evoco la derrota en el duelo por el bronce de México 1968.
El 11 de agosto de 2012, el combinado mexicano llegó a la cita final por la medalla de oro ante el gran favorito Brasil, selección que nunca había obtenido el metal áureo en fútbol olímpico. El delantero Oribe Peralta anotó el primer gol a penas a los 28 segundos de juego, algo que solo fue preámbulo a una destacada actuación de la selección como un colectivo; pues el manejo de balón en medio campo, el trabajo de la defensa y el portero que contuvieron los ataques brasileños y una buena ofensiva desembocaron en un dominio de la cancha de parte de los tricolores que se tradujo en el gol del título al minuto 75 por conducto de Peralta nuevamente. Todavía al minuto 91 Brasil anotó un gol por parte de Hulk y aun cuando se volcó al ataque en busca de los tiempos extras, esto no sucedió y México ganó el campeonato olímpico de Londres 2012.

### Medalla de bronce en Tokio 2020
La selección olímpica de fútbol habría de obtener la segunda medalla histórica para la disciplina. Dirigida por Jaime Lozano, el plantel reforzado por Guillermo Ochoa, Henry Martín y Luis Romo, incluía destacados futbolistas que ya participaban activamente en la primera división de su país y algunos en el extranjero. El equipo quedó ubicado en el grupo A de la primera ronda del Torneo Olímpico de Fútbol, con las selecciones de Japón, Francia y Sudáfrica. 
En esta fase el equipo mexicano clasificó en segundo lugar luego de vencer 4-1 a Francia en el primer duelo con goles de Vega, Córdova, Antuna y Aguirre; caer derrotado 1-2 ante el anfitrión Japón (gol de Alvarado); y otra victoria, esta 3-0 sobre Sudáfrica (goles de Vega, Romo y Martín.
En cuartos de final, en una de su actuaciones más destacadas, impuso la marca de más goles en un partido para un representativo mexicana en las justas olímpicas, luego de vencer 6-3 a Corea del Sur, con dos goles de Martín y tantos de Romo, Córdova y Aguirre. En semifinales cayó 1-4 en la tanda de tiros penales ante su similar de Brasil, luego de empatar a cero en el tiempo regular.
Finalmente la consecución de la medalla de bronce se concretó el 6 de agosto en el estadio Saitama 2002 al derrotar 3-1 al conjunto local, la selección de Japón con las anotaciones de Córdova, Vásquez y Vega.

## Evolución del uniforme
Desde 1992, Para la competencia del fútbol en Juegos Olímpicos, la mayoría de sus uniformes son distintos a los de la selección mayor, la única diferencia es que sus proveedores son otros, sólo hubo excepciones en San Salvador 2002, Veracruz 2014, Toronto 2015, Río 2016, Barranquilla 2018 y San Salvador 2023;

### Local
| México 1990 1991 | 1992 | 1995 | 1996 | 2004 | 2011 | 2012 | 2016 | 2019 | 2020 | 2023 |

| 2023 |

### Visitante
| México 1990 1991 | 1992 | 1996 | 2004 | 2011 | 2012 | 2016 | 2020 | 2023 | 2023 |

### Alternativo
| 2004 | 2012 |

## Proveedores y patrocinadores
Selección Olímpica
| Logo | Proveedor | Período     |
| ---- | --------- | ----------- |
|      | Adidas    | 1990-1996   |
|      | FILA      | 1999-2000   |
|      | Atlética  | 2000-2012   |
|      | Adidas    | 2014-2018   |
|      | Li-Ning   | 2019-2021   |
|      | Adidas    | 2023        |
|      | Joma      | 2022-Actual |

## Plantel de campeones olímpicos
Estos son los 18 jugadores que fueron convocados para jugar el torneo masculino de fútbol en Juegos Olímpicos de Londres de 2012:
| #  | Nombre                 | Posición       | Edad | Gol | Club                    |
| -- | ---------------------- | -------------- | ---- | --- | ----------------------- |
| 1  | José de Jesús Corona   | Portero        | 31   | 0   | C. F. Cruz Azul         |
| 2  | Israel Jiménez         | Defensa        | 23   | 0   | C. F. Tigres UANL       |
| 3  | Carlos Salcido         | Defensa        | 32   | 0   | C. F. Tigres UANL       |
| 4  | Hiram Mier             | Defensa        | 23   | 0   | C. F. Monterrey         |
| 5  | Darvin Chávez          | Defensa        | 22   | 0   | C. F. Monterrey         |
| 6  | Héctor Herrera         | Centrocampista | 22   | 1   | C. F. Pachuca           |
| 7  | Javier Cortés          | Delantero      | 23   | 1   | C. Universidad Nacional |
| 8  | Marco Fabián           | Centrocampista | 23   | 1   | C. D. Guadalajara       |
| 9  | Oribe Peralta          | Delantero      | 28   | 4   | C. Santos Laguna        |
| 10 | Giovani dos Santos     | Centrocampista | 23   | 3   | R. C. D. Mallorca       |
| 11 | Javier Aquino          | Centrocampista | 22   | 1   | C. F. Cruz Azul         |
| 12 | Raúl Jiménez           | Delantero      | 21   | 0   | C. América              |
| 13 | Diego Reyes            | Defensa        | 19   | 0   | C. América              |
| 14 | Jorge Enríquez         | Centrocampista | 21   | 1   | C. D. Guadalajara       |
| 15 | Néstor Vidrio          | Defensa        | 23   | 0   | C. F. Pachuca           |
| 16 | Miguel Ponce           | Defensa        | 23   | 0   | C. D. Guadalajara       |
| 17 | Néstor Araujo          | Defensa        | 22   | 0   | C. F. Cruz Azul         |
| 18 | José Antonio Rodríguez | Portero        | 20   | 0   | C. D. Veracruz          |
| DT | Luis Fernando Tena     |                |      |     | Bandera de México       |

## Última convocatoria
Convocatoria de 24 jugadores para los partidos amistosos contra Argentina.

- Notas:
  - Los clubes de los jugadores corresponden a los de su registro vigente al momento de presentarse la convocatoria.

| N.º | Nombre           | Posición      | Edad    | PJ | Goles | Club                    |
| --- | ---------------- | ------------- | ------- | -- | ----- | ----------------------- |
|     | Fernando Tapia   | Portero       | 23 años | 0  | 0     | Querétaro F. C.         |
|     | Álex Padilla     | Portero       | 21 años | 0  | 0     | Bilbao Athletic         |
|     | Omar Campos      | Defensa       | 22 años | 0  | 0     | Los Angeles F. C.       |
|     | Mateo Chávez     | Defensa       | 21 años | 0  | 0     | C. D. Guadalajara       |
|     | Ramón Juárez     | Defensa       | 24 años | 0  | 0     | C. América              |
|     | Jesús Alcántar   | Defensa       | 21 años | 0  | 0     | C. Necaxa               |
|     | Emilio Lara      | Defensa       | 23 años | 0  | 0     | C. América              |
|     | Jorge Berlanga   | Defensa       | 21 años | 0  | 0     | C. F. Pachuca           |
|     | Rodrigo Huescas  | Defensa       | 21 años | 0  | 0     | C. F. Cruz Azul         |
|     | Pablo Monroy     | Defensa       | 22 años | 0  | 0     | C. Universidad Nacional |
|     | Andrés Montaño   | Mediocampista | 23 años | 0  | 0     | Mazatlán F. C.          |
|     | Rodrigo López    | Mediocampista | 23 años | 0  | 0     | C. Universidad Nacional |
|     | Diego Gómez      | Mediocampista | 21 años | 0  | 0     | C. Necaxa               |
|     | Sebastián Fierro | Mediocampista | 23 años | 0  | 0     | Tigres UANL             |
|     | Bryan González   | Mediocampista | 22 años | 0  | 0     | C. F. Pachuca           |
|     | Alán Bautista    | Mediocampista | 23 años | 0  | 0     | C. F. Pachuca           |
|     | Diego Medina     | Mediocampista | 24 años | 0  | 0     | C. Santos Laguna        |
|     | Ramiro Árciga    | Delantero     | 20 años | 0  | 0     | Mazatlán F. C.          |
|     | Marcelo Flores   | Delantero     | 21 años | 0  | 0     | Tigres UANL             |
|     | Efraín Álvarez   | Delantero     | 22 años | 0  | 0     | C. Tijuana              |
|     | Jordan Carrillo  | Delantero     | 23 años | 0  | 0     | Real Sporting de Gijón  |
|     | Ozziel Herrera   | Delantero     | 24 años | 0  | 0     | Tigres UANL             |
|     | Ettson Ayón      | Delantero     | 24 años | 0  | 0     | Querétaro F. C.         |
|     | Santiago Muñoz   | Delantero     | 22 años | 0  | 0     | C. Santos Laguna        |

## Resultados

### Últimos encuentros
- Actualizado al 10 de octubre de 2024.

| Fecha      | Ciudad           | Local           | Resultado | Visitante     | Competencia                 |
| ---------- | ---------------- | --------------- | --------- | ------------- | --------------------------- |
| 25-03-2024 | Puebla           | México          | 3:0       | Argentina     | Partido amistoso            |
| 05-06-2024 | Fos-sur-Mer      | Francia         | 2:2       | México        | Torneo Maurice Revello 2024 |
| 07-06-2024 | Aubagne          | Arabia Saudita  | 2:3       | México        | Torneo Maurice Revello 2024 |
| 09-06-2024 | Aubagne          | Costa de Marfil | 4:1       | México        | Torneo Maurice Revello 2024 |
| 11-06-2024 | Fos-sur-Mer      | México          | 0:0       | Corea del Sur | Torneo Maurice Revello 2024 |
| 14-06-2024 | Mallemort        | Japón           | 3:1       | México        | Torneo Maurice Revello 2024 |
| 06-09-2024 | Toluca           | México          | 4:1       | Panamá        | Partido amistoso            |
| 09-09-2024 | Ciudad de México | México          | 2:1       | Panamá        | Partido amistoso            |
| 10-10-2024 | Almelo           | Países Bajos    | 1:0       | México        | Partido amistoso            |

## Estadísticas

### Juegos Olímpicos
| Edición             | Resultado                                                                | Posición                                                                 | PJ                                                                       | PG                                                                       | PE                                                                       | PP                                                                       | GF                                                                       | GC                                                                       |                                                                          |
| ------------------- | ------------------------------------------------------------------------ | ------------------------------------------------------------------------ | ------------------------------------------------------------------------ | ------------------------------------------------------------------------ | ------------------------------------------------------------------------ | ------------------------------------------------------------------------ | ------------------------------------------------------------------------ | ------------------------------------------------------------------------ | ------------------------------------------------------------------------ |
| Atenas 1896         | No hubo competición de fútbol                                            | No hubo competición de fútbol                                            | No hubo competición de fútbol                                            | No hubo competición de fútbol                                            | No hubo competición de fútbol                                            | No hubo competición de fútbol                                            | No hubo competición de fútbol                                            | No hubo competición de fútbol                                            | No hubo competición de fútbol                                            |
| París 1900          | En 1900 y 1904 los Juegos Olímpicos los disputaron clubes                | En 1900 y 1904 los Juegos Olímpicos los disputaron clubes                | En 1900 y 1904 los Juegos Olímpicos los disputaron clubes                | En 1900 y 1904 los Juegos Olímpicos los disputaron clubes                | En 1900 y 1904 los Juegos Olímpicos los disputaron clubes                | En 1900 y 1904 los Juegos Olímpicos los disputaron clubes                | En 1900 y 1904 los Juegos Olímpicos los disputaron clubes                | En 1900 y 1904 los Juegos Olímpicos los disputaron clubes                | En 1900 y 1904 los Juegos Olímpicos los disputaron clubes                |
| St. Louis 1904      | En 1900 y 1904 los Juegos Olímpicos los disputaron clubes                | En 1900 y 1904 los Juegos Olímpicos los disputaron clubes                | En 1900 y 1904 los Juegos Olímpicos los disputaron clubes                | En 1900 y 1904 los Juegos Olímpicos los disputaron clubes                | En 1900 y 1904 los Juegos Olímpicos los disputaron clubes                | En 1900 y 1904 los Juegos Olímpicos los disputaron clubes                | En 1900 y 1904 los Juegos Olímpicos los disputaron clubes                | En 1900 y 1904 los Juegos Olímpicos los disputaron clubes                | En 1900 y 1904 los Juegos Olímpicos los disputaron clubes                |
| Londres 1908        | De 1908 a 1948 los Juegos Olímpicos los disputaron selecciones absolutas | De 1908 a 1948 los Juegos Olímpicos los disputaron selecciones absolutas | De 1908 a 1948 los Juegos Olímpicos los disputaron selecciones absolutas | De 1908 a 1948 los Juegos Olímpicos los disputaron selecciones absolutas | De 1908 a 1948 los Juegos Olímpicos los disputaron selecciones absolutas | De 1908 a 1948 los Juegos Olímpicos los disputaron selecciones absolutas | De 1908 a 1948 los Juegos Olímpicos los disputaron selecciones absolutas | De 1908 a 1948 los Juegos Olímpicos los disputaron selecciones absolutas | De 1908 a 1948 los Juegos Olímpicos los disputaron selecciones absolutas |
| Estocolmo 1912      | De 1908 a 1948 los Juegos Olímpicos los disputaron selecciones absolutas | De 1908 a 1948 los Juegos Olímpicos los disputaron selecciones absolutas | De 1908 a 1948 los Juegos Olímpicos los disputaron selecciones absolutas | De 1908 a 1948 los Juegos Olímpicos los disputaron selecciones absolutas | De 1908 a 1948 los Juegos Olímpicos los disputaron selecciones absolutas | De 1908 a 1948 los Juegos Olímpicos los disputaron selecciones absolutas | De 1908 a 1948 los Juegos Olímpicos los disputaron selecciones absolutas | De 1908 a 1948 los Juegos Olímpicos los disputaron selecciones absolutas | De 1908 a 1948 los Juegos Olímpicos los disputaron selecciones absolutas |
| Amberes 1920        | De 1908 a 1948 los Juegos Olímpicos los disputaron selecciones absolutas | De 1908 a 1948 los Juegos Olímpicos los disputaron selecciones absolutas | De 1908 a 1948 los Juegos Olímpicos los disputaron selecciones absolutas | De 1908 a 1948 los Juegos Olímpicos los disputaron selecciones absolutas | De 1908 a 1948 los Juegos Olímpicos los disputaron selecciones absolutas | De 1908 a 1948 los Juegos Olímpicos los disputaron selecciones absolutas | De 1908 a 1948 los Juegos Olímpicos los disputaron selecciones absolutas | De 1908 a 1948 los Juegos Olímpicos los disputaron selecciones absolutas | De 1908 a 1948 los Juegos Olímpicos los disputaron selecciones absolutas |
| París 1924          | De 1908 a 1948 los Juegos Olímpicos los disputaron selecciones absolutas | De 1908 a 1948 los Juegos Olímpicos los disputaron selecciones absolutas | De 1908 a 1948 los Juegos Olímpicos los disputaron selecciones absolutas | De 1908 a 1948 los Juegos Olímpicos los disputaron selecciones absolutas | De 1908 a 1948 los Juegos Olímpicos los disputaron selecciones absolutas | De 1908 a 1948 los Juegos Olímpicos los disputaron selecciones absolutas | De 1908 a 1948 los Juegos Olímpicos los disputaron selecciones absolutas | De 1908 a 1948 los Juegos Olímpicos los disputaron selecciones absolutas | De 1908 a 1948 los Juegos Olímpicos los disputaron selecciones absolutas |
| Ámsterdam 1928      | De 1908 a 1948 los Juegos Olímpicos los disputaron selecciones absolutas | De 1908 a 1948 los Juegos Olímpicos los disputaron selecciones absolutas | De 1908 a 1948 los Juegos Olímpicos los disputaron selecciones absolutas | De 1908 a 1948 los Juegos Olímpicos los disputaron selecciones absolutas | De 1908 a 1948 los Juegos Olímpicos los disputaron selecciones absolutas | De 1908 a 1948 los Juegos Olímpicos los disputaron selecciones absolutas | De 1908 a 1948 los Juegos Olímpicos los disputaron selecciones absolutas | De 1908 a 1948 los Juegos Olímpicos los disputaron selecciones absolutas | De 1908 a 1948 los Juegos Olímpicos los disputaron selecciones absolutas |
| Los Ángeles 1932    | De 1908 a 1948 los Juegos Olímpicos los disputaron selecciones absolutas | De 1908 a 1948 los Juegos Olímpicos los disputaron selecciones absolutas | De 1908 a 1948 los Juegos Olímpicos los disputaron selecciones absolutas | De 1908 a 1948 los Juegos Olímpicos los disputaron selecciones absolutas | De 1908 a 1948 los Juegos Olímpicos los disputaron selecciones absolutas | De 1908 a 1948 los Juegos Olímpicos los disputaron selecciones absolutas | De 1908 a 1948 los Juegos Olímpicos los disputaron selecciones absolutas | De 1908 a 1948 los Juegos Olímpicos los disputaron selecciones absolutas | De 1908 a 1948 los Juegos Olímpicos los disputaron selecciones absolutas |
| Berlín 1936         | De 1908 a 1948 los Juegos Olímpicos los disputaron selecciones absolutas | De 1908 a 1948 los Juegos Olímpicos los disputaron selecciones absolutas | De 1908 a 1948 los Juegos Olímpicos los disputaron selecciones absolutas | De 1908 a 1948 los Juegos Olímpicos los disputaron selecciones absolutas | De 1908 a 1948 los Juegos Olímpicos los disputaron selecciones absolutas | De 1908 a 1948 los Juegos Olímpicos los disputaron selecciones absolutas | De 1908 a 1948 los Juegos Olímpicos los disputaron selecciones absolutas | De 1908 a 1948 los Juegos Olímpicos los disputaron selecciones absolutas | De 1908 a 1948 los Juegos Olímpicos los disputaron selecciones absolutas |
| Londres 1948        | De 1908 a 1948 los Juegos Olímpicos los disputaron selecciones absolutas | De 1908 a 1948 los Juegos Olímpicos los disputaron selecciones absolutas | De 1908 a 1948 los Juegos Olímpicos los disputaron selecciones absolutas | De 1908 a 1948 los Juegos Olímpicos los disputaron selecciones absolutas | De 1908 a 1948 los Juegos Olímpicos los disputaron selecciones absolutas | De 1908 a 1948 los Juegos Olímpicos los disputaron selecciones absolutas | De 1908 a 1948 los Juegos Olímpicos los disputaron selecciones absolutas | De 1908 a 1948 los Juegos Olímpicos los disputaron selecciones absolutas | De 1908 a 1948 los Juegos Olímpicos los disputaron selecciones absolutas |
| Helsinki 1952       | De 1952 a 1988 los Juegos Olímpicos los disputaron selecciones amateur   | De 1952 a 1988 los Juegos Olímpicos los disputaron selecciones amateur   | De 1952 a 1988 los Juegos Olímpicos los disputaron selecciones amateur   | De 1952 a 1988 los Juegos Olímpicos los disputaron selecciones amateur   | De 1952 a 1988 los Juegos Olímpicos los disputaron selecciones amateur   | De 1952 a 1988 los Juegos Olímpicos los disputaron selecciones amateur   | De 1952 a 1988 los Juegos Olímpicos los disputaron selecciones amateur   | De 1952 a 1988 los Juegos Olímpicos los disputaron selecciones amateur   | De 1952 a 1988 los Juegos Olímpicos los disputaron selecciones amateur   |
| Melbourne 1956      | De 1952 a 1988 los Juegos Olímpicos los disputaron selecciones amateur   | De 1952 a 1988 los Juegos Olímpicos los disputaron selecciones amateur   | De 1952 a 1988 los Juegos Olímpicos los disputaron selecciones amateur   | De 1952 a 1988 los Juegos Olímpicos los disputaron selecciones amateur   | De 1952 a 1988 los Juegos Olímpicos los disputaron selecciones amateur   | De 1952 a 1988 los Juegos Olímpicos los disputaron selecciones amateur   | De 1952 a 1988 los Juegos Olímpicos los disputaron selecciones amateur   | De 1952 a 1988 los Juegos Olímpicos los disputaron selecciones amateur   | De 1952 a 1988 los Juegos Olímpicos los disputaron selecciones amateur   |
| Roma 1960           | De 1952 a 1988 los Juegos Olímpicos los disputaron selecciones amateur   | De 1952 a 1988 los Juegos Olímpicos los disputaron selecciones amateur   | De 1952 a 1988 los Juegos Olímpicos los disputaron selecciones amateur   | De 1952 a 1988 los Juegos Olímpicos los disputaron selecciones amateur   | De 1952 a 1988 los Juegos Olímpicos los disputaron selecciones amateur   | De 1952 a 1988 los Juegos Olímpicos los disputaron selecciones amateur   | De 1952 a 1988 los Juegos Olímpicos los disputaron selecciones amateur   | De 1952 a 1988 los Juegos Olímpicos los disputaron selecciones amateur   | De 1952 a 1988 los Juegos Olímpicos los disputaron selecciones amateur   |
| Tokio 1964          | De 1952 a 1988 los Juegos Olímpicos los disputaron selecciones amateur   | De 1952 a 1988 los Juegos Olímpicos los disputaron selecciones amateur   | De 1952 a 1988 los Juegos Olímpicos los disputaron selecciones amateur   | De 1952 a 1988 los Juegos Olímpicos los disputaron selecciones amateur   | De 1952 a 1988 los Juegos Olímpicos los disputaron selecciones amateur   | De 1952 a 1988 los Juegos Olímpicos los disputaron selecciones amateur   | De 1952 a 1988 los Juegos Olímpicos los disputaron selecciones amateur   | De 1952 a 1988 los Juegos Olímpicos los disputaron selecciones amateur   | De 1952 a 1988 los Juegos Olímpicos los disputaron selecciones amateur   |
| México 1968         | De 1952 a 1988 los Juegos Olímpicos los disputaron selecciones amateur   | De 1952 a 1988 los Juegos Olímpicos los disputaron selecciones amateur   | De 1952 a 1988 los Juegos Olímpicos los disputaron selecciones amateur   | De 1952 a 1988 los Juegos Olímpicos los disputaron selecciones amateur   | De 1952 a 1988 los Juegos Olímpicos los disputaron selecciones amateur   | De 1952 a 1988 los Juegos Olímpicos los disputaron selecciones amateur   | De 1952 a 1988 los Juegos Olímpicos los disputaron selecciones amateur   | De 1952 a 1988 los Juegos Olímpicos los disputaron selecciones amateur   | De 1952 a 1988 los Juegos Olímpicos los disputaron selecciones amateur   |
| Múnich 1972         | De 1952 a 1988 los Juegos Olímpicos los disputaron selecciones amateur   | De 1952 a 1988 los Juegos Olímpicos los disputaron selecciones amateur   | De 1952 a 1988 los Juegos Olímpicos los disputaron selecciones amateur   | De 1952 a 1988 los Juegos Olímpicos los disputaron selecciones amateur   | De 1952 a 1988 los Juegos Olímpicos los disputaron selecciones amateur   | De 1952 a 1988 los Juegos Olímpicos los disputaron selecciones amateur   | De 1952 a 1988 los Juegos Olímpicos los disputaron selecciones amateur   | De 1952 a 1988 los Juegos Olímpicos los disputaron selecciones amateur   | De 1952 a 1988 los Juegos Olímpicos los disputaron selecciones amateur   |
| Montreal 1976       | De 1952 a 1988 los Juegos Olímpicos los disputaron selecciones amateur   | De 1952 a 1988 los Juegos Olímpicos los disputaron selecciones amateur   | De 1952 a 1988 los Juegos Olímpicos los disputaron selecciones amateur   | De 1952 a 1988 los Juegos Olímpicos los disputaron selecciones amateur   | De 1952 a 1988 los Juegos Olímpicos los disputaron selecciones amateur   | De 1952 a 1988 los Juegos Olímpicos los disputaron selecciones amateur   | De 1952 a 1988 los Juegos Olímpicos los disputaron selecciones amateur   | De 1952 a 1988 los Juegos Olímpicos los disputaron selecciones amateur   | De 1952 a 1988 los Juegos Olímpicos los disputaron selecciones amateur   |
| Moscú 1980          | De 1952 a 1988 los Juegos Olímpicos los disputaron selecciones amateur   | De 1952 a 1988 los Juegos Olímpicos los disputaron selecciones amateur   | De 1952 a 1988 los Juegos Olímpicos los disputaron selecciones amateur   | De 1952 a 1988 los Juegos Olímpicos los disputaron selecciones amateur   | De 1952 a 1988 los Juegos Olímpicos los disputaron selecciones amateur   | De 1952 a 1988 los Juegos Olímpicos los disputaron selecciones amateur   | De 1952 a 1988 los Juegos Olímpicos los disputaron selecciones amateur   | De 1952 a 1988 los Juegos Olímpicos los disputaron selecciones amateur   | De 1952 a 1988 los Juegos Olímpicos los disputaron selecciones amateur   |
| Los Ángeles 1984    | De 1952 a 1988 los Juegos Olímpicos los disputaron selecciones amateur   | De 1952 a 1988 los Juegos Olímpicos los disputaron selecciones amateur   | De 1952 a 1988 los Juegos Olímpicos los disputaron selecciones amateur   | De 1952 a 1988 los Juegos Olímpicos los disputaron selecciones amateur   | De 1952 a 1988 los Juegos Olímpicos los disputaron selecciones amateur   | De 1952 a 1988 los Juegos Olímpicos los disputaron selecciones amateur   | De 1952 a 1988 los Juegos Olímpicos los disputaron selecciones amateur   | De 1952 a 1988 los Juegos Olímpicos los disputaron selecciones amateur   | De 1952 a 1988 los Juegos Olímpicos los disputaron selecciones amateur   |
| Seúl 1988           | De 1952 a 1988 los Juegos Olímpicos los disputaron selecciones amateur   | De 1952 a 1988 los Juegos Olímpicos los disputaron selecciones amateur   | De 1952 a 1988 los Juegos Olímpicos los disputaron selecciones amateur   | De 1952 a 1988 los Juegos Olímpicos los disputaron selecciones amateur   | De 1952 a 1988 los Juegos Olímpicos los disputaron selecciones amateur   | De 1952 a 1988 los Juegos Olímpicos los disputaron selecciones amateur   | De 1952 a 1988 los Juegos Olímpicos los disputaron selecciones amateur   | De 1952 a 1988 los Juegos Olímpicos los disputaron selecciones amateur   | De 1952 a 1988 los Juegos Olímpicos los disputaron selecciones amateur   |
| Barcelona 1992      | Primera fase                                                             | 10.º                                                                     | 3                                                                        | 0                                                                        | 3                                                                        | 0                                                                        | 3                                                                        | 3                                                                        |                                                                          |
| Atlanta 1996        | Cuartos de final                                                         | 8.º                                                                      | 4                                                                        | 1                                                                        | 2                                                                        | 1                                                                        | 2                                                                        | 3                                                                        |                                                                          |
| Sídney 2000         | No se clasificó                                                          | No se clasificó                                                          | No se clasificó                                                          | No se clasificó                                                          | No se clasificó                                                          | No se clasificó                                                          | No se clasificó                                                          | No se clasificó                                                          |                                                                          |
| Atenas 2004         | Primera fase                                                             | 10.º                                                                     | 3                                                                        | 1                                                                        | 1                                                                        | 1                                                                        | 3                                                                        | 3                                                                        |                                                                          |
| Pekín 2008          | No se clasificó                                                          | No se clasificó                                                          | No se clasificó                                                          | No se clasificó                                                          | No se clasificó                                                          | No se clasificó                                                          | No se clasificó                                                          | No se clasificó                                                          |                                                                          |
| Londres 2012        | Medalla de oro                                                           | 1.º                                                                      | 6                                                                        | 5                                                                        | 1                                                                        | 0                                                                        | 12                                                                       | 4                                                                        |                                                                          |
| Río de Janeiro 2016 | Primera fase                                                             | 9.º                                                                      | 3                                                                        | 1                                                                        | 1                                                                        | 1                                                                        | 7                                                                        | 4                                                                        |                                                                          |
| Tokio 2020          | Medalla de bronce                                                        | 3.º                                                                      | 6                                                                        | 4                                                                        | 1                                                                        | 1                                                                        | 17                                                                       | 7                                                                        |                                                                          |
| París 2024          | No se clasificó                                                          | No se clasificó                                                          | No se clasificó                                                          | No se clasificó                                                          | No se clasificó                                                          | No se clasificó                                                          | No se clasificó                                                          | No se clasificó                                                          |                                                                          |
| Los Ángeles 2028    | Por definir                                                              | Por definir                                                              | Por definir                                                              | Por definir                                                              | Por definir                                                              | Por definir                                                              | Por definir                                                              | Por definir                                                              |                                                                          |
| Total               |                                                                          | -                                                                        | 30                                                                       | 14                                                                       | 10                                                                       | 6                                                                        | 49                                                                       | 27                                                                       |                                                                          |

Fuente: The Rec.Sport.Soccer Statistics Foundation Rsssf.com

### Juegos Panamericanos
| Edición               | Resultado                                                           | Posición                                                            | PJ                                                                  | PG                                                                  | PE                                                                  | PP                                                                  | GF                                                                  | GC                                                                  |
| --------------------- | ------------------------------------------------------------------- | ------------------------------------------------------------------- | ------------------------------------------------------------------- | ------------------------------------------------------------------- | ------------------------------------------------------------------- | ------------------------------------------------------------------- | ------------------------------------------------------------------- | ------------------------------------------------------------------- |
| Bueno Aires 1951      | De 1951 a 1987 los Juegos fueron disputados por selecciones amateur | De 1951 a 1987 los Juegos fueron disputados por selecciones amateur | De 1951 a 1987 los Juegos fueron disputados por selecciones amateur | De 1951 a 1987 los Juegos fueron disputados por selecciones amateur | De 1951 a 1987 los Juegos fueron disputados por selecciones amateur | De 1951 a 1987 los Juegos fueron disputados por selecciones amateur | De 1951 a 1987 los Juegos fueron disputados por selecciones amateur | De 1951 a 1987 los Juegos fueron disputados por selecciones amateur |
| Ciudad de México 1955 | De 1951 a 1987 los Juegos fueron disputados por selecciones amateur | De 1951 a 1987 los Juegos fueron disputados por selecciones amateur | De 1951 a 1987 los Juegos fueron disputados por selecciones amateur | De 1951 a 1987 los Juegos fueron disputados por selecciones amateur | De 1951 a 1987 los Juegos fueron disputados por selecciones amateur | De 1951 a 1987 los Juegos fueron disputados por selecciones amateur | De 1951 a 1987 los Juegos fueron disputados por selecciones amateur | De 1951 a 1987 los Juegos fueron disputados por selecciones amateur |
| Chicago 1959          | De 1951 a 1987 los Juegos fueron disputados por selecciones amateur | De 1951 a 1987 los Juegos fueron disputados por selecciones amateur | De 1951 a 1987 los Juegos fueron disputados por selecciones amateur | De 1951 a 1987 los Juegos fueron disputados por selecciones amateur | De 1951 a 1987 los Juegos fueron disputados por selecciones amateur | De 1951 a 1987 los Juegos fueron disputados por selecciones amateur | De 1951 a 1987 los Juegos fueron disputados por selecciones amateur | De 1951 a 1987 los Juegos fueron disputados por selecciones amateur |
| Sao Paulo 1963        | De 1951 a 1987 los Juegos fueron disputados por selecciones amateur | De 1951 a 1987 los Juegos fueron disputados por selecciones amateur | De 1951 a 1987 los Juegos fueron disputados por selecciones amateur | De 1951 a 1987 los Juegos fueron disputados por selecciones amateur | De 1951 a 1987 los Juegos fueron disputados por selecciones amateur | De 1951 a 1987 los Juegos fueron disputados por selecciones amateur | De 1951 a 1987 los Juegos fueron disputados por selecciones amateur | De 1951 a 1987 los Juegos fueron disputados por selecciones amateur |
| Winnipeg 1967         | De 1951 a 1987 los Juegos fueron disputados por selecciones amateur | De 1951 a 1987 los Juegos fueron disputados por selecciones amateur | De 1951 a 1987 los Juegos fueron disputados por selecciones amateur | De 1951 a 1987 los Juegos fueron disputados por selecciones amateur | De 1951 a 1987 los Juegos fueron disputados por selecciones amateur | De 1951 a 1987 los Juegos fueron disputados por selecciones amateur | De 1951 a 1987 los Juegos fueron disputados por selecciones amateur | De 1951 a 1987 los Juegos fueron disputados por selecciones amateur |
| Cali 1971             | De 1951 a 1987 los Juegos fueron disputados por selecciones amateur | De 1951 a 1987 los Juegos fueron disputados por selecciones amateur | De 1951 a 1987 los Juegos fueron disputados por selecciones amateur | De 1951 a 1987 los Juegos fueron disputados por selecciones amateur | De 1951 a 1987 los Juegos fueron disputados por selecciones amateur | De 1951 a 1987 los Juegos fueron disputados por selecciones amateur | De 1951 a 1987 los Juegos fueron disputados por selecciones amateur | De 1951 a 1987 los Juegos fueron disputados por selecciones amateur |
| Ciudad de México 1975 | De 1951 a 1987 los Juegos fueron disputados por selecciones amateur | De 1951 a 1987 los Juegos fueron disputados por selecciones amateur | De 1951 a 1987 los Juegos fueron disputados por selecciones amateur | De 1951 a 1987 los Juegos fueron disputados por selecciones amateur | De 1951 a 1987 los Juegos fueron disputados por selecciones amateur | De 1951 a 1987 los Juegos fueron disputados por selecciones amateur | De 1951 a 1987 los Juegos fueron disputados por selecciones amateur | De 1951 a 1987 los Juegos fueron disputados por selecciones amateur |
| San Juan 1979         | De 1951 a 1987 los Juegos fueron disputados por selecciones amateur | De 1951 a 1987 los Juegos fueron disputados por selecciones amateur | De 1951 a 1987 los Juegos fueron disputados por selecciones amateur | De 1951 a 1987 los Juegos fueron disputados por selecciones amateur | De 1951 a 1987 los Juegos fueron disputados por selecciones amateur | De 1951 a 1987 los Juegos fueron disputados por selecciones amateur | De 1951 a 1987 los Juegos fueron disputados por selecciones amateur | De 1951 a 1987 los Juegos fueron disputados por selecciones amateur |
| Caracas 1983          | De 1951 a 1987 los Juegos fueron disputados por selecciones amateur | De 1951 a 1987 los Juegos fueron disputados por selecciones amateur | De 1951 a 1987 los Juegos fueron disputados por selecciones amateur | De 1951 a 1987 los Juegos fueron disputados por selecciones amateur | De 1951 a 1987 los Juegos fueron disputados por selecciones amateur | De 1951 a 1987 los Juegos fueron disputados por selecciones amateur | De 1951 a 1987 los Juegos fueron disputados por selecciones amateur | De 1951 a 1987 los Juegos fueron disputados por selecciones amateur |
| Indianápolis 1987     | De 1951 a 1987 los Juegos fueron disputados por selecciones amateur | De 1951 a 1987 los Juegos fueron disputados por selecciones amateur | De 1951 a 1987 los Juegos fueron disputados por selecciones amateur | De 1951 a 1987 los Juegos fueron disputados por selecciones amateur | De 1951 a 1987 los Juegos fueron disputados por selecciones amateur | De 1951 a 1987 los Juegos fueron disputados por selecciones amateur | De 1951 a 1987 los Juegos fueron disputados por selecciones amateur | De 1951 a 1987 los Juegos fueron disputados por selecciones amateur |
| La Habana 1991        | Medalla de plata                                                    | 2.º                                                                 | 5                                                                   | 3                                                                   | 1                                                                   | 1                                                                   | 19                                                                  | 4                                                                   |
| Mar del Plata 1995    | Medalla de plata                                                    | 2.º                                                                 | 6                                                                   | 5                                                                   | 1                                                                   | 0                                                                   | 13                                                                  | 5                                                                   |
| Winnipeg 1999         | Medalla de oro                                                      | 1.º                                                                 | 6                                                                   | 4                                                                   | 2                                                                   | 0                                                                   | 14                                                                  | 5                                                                   |
| Santo Domingo 2003    | Medalla de bronce                                                   | 3.º                                                                 | 5                                                                   | 1                                                                   | 2                                                                   | 2                                                                   | 7                                                                   | 7                                                                   |
| Río de Janeiro 2007   | En 2007 los Juegos fueron disputados por selecciones sub-20         | En 2007 los Juegos fueron disputados por selecciones sub-20         | En 2007 los Juegos fueron disputados por selecciones sub-20         | En 2007 los Juegos fueron disputados por selecciones sub-20         | En 2007 los Juegos fueron disputados por selecciones sub-20         | En 2007 los Juegos fueron disputados por selecciones sub-20         | En 2007 los Juegos fueron disputados por selecciones sub-20         | En 2007 los Juegos fueron disputados por selecciones sub-20         |
| Guadalajara 2011      | De 2011 a 2019 los Juegos fueron disputados por selecciones sub-22  | De 2011 a 2019 los Juegos fueron disputados por selecciones sub-22  | De 2011 a 2019 los Juegos fueron disputados por selecciones sub-22  | De 2011 a 2019 los Juegos fueron disputados por selecciones sub-22  | De 2011 a 2019 los Juegos fueron disputados por selecciones sub-22  | De 2011 a 2019 los Juegos fueron disputados por selecciones sub-22  | De 2011 a 2019 los Juegos fueron disputados por selecciones sub-22  | De 2011 a 2019 los Juegos fueron disputados por selecciones sub-22  |
| Toronto 2015          | De 2011 a 2019 los Juegos fueron disputados por selecciones sub-22  | De 2011 a 2019 los Juegos fueron disputados por selecciones sub-22  | De 2011 a 2019 los Juegos fueron disputados por selecciones sub-22  | De 2011 a 2019 los Juegos fueron disputados por selecciones sub-22  | De 2011 a 2019 los Juegos fueron disputados por selecciones sub-22  | De 2011 a 2019 los Juegos fueron disputados por selecciones sub-22  | De 2011 a 2019 los Juegos fueron disputados por selecciones sub-22  | De 2011 a 2019 los Juegos fueron disputados por selecciones sub-22  |
| Lima 2019             | De 2011 a 2019 los Juegos fueron disputados por selecciones sub-22  | De 2011 a 2019 los Juegos fueron disputados por selecciones sub-22  | De 2011 a 2019 los Juegos fueron disputados por selecciones sub-22  | De 2011 a 2019 los Juegos fueron disputados por selecciones sub-22  | De 2011 a 2019 los Juegos fueron disputados por selecciones sub-22  | De 2011 a 2019 los Juegos fueron disputados por selecciones sub-22  | De 2011 a 2019 los Juegos fueron disputados por selecciones sub-22  | De 2011 a 2019 los Juegos fueron disputados por selecciones sub-22  |
| Santiago 2023         | Medalla de bronce                                                   | 3.º                                                                 | 5                                                                   | 2                                                                   | 1                                                                   | 2                                                                   | 5                                                                   | 3                                                                   |
| Total                 |                                                                     | -                                                                   | 27                                                                  | 15                                                                  | 7                                                                   | 5                                                                   | 58                                                                  | 24                                                                  |

### Juegos Centroamericanos y del Caribe
| Edición                         | Resultado                                                             | Posición                                                              | PJ                                                                    | PG                                                                    | PE                                                                    | PP                                                                    | GF                                                                    | GC                                                                    |
| ------------------------------- | --------------------------------------------------------------------- | --------------------------------------------------------------------- | --------------------------------------------------------------------- | --------------------------------------------------------------------- | --------------------------------------------------------------------- | --------------------------------------------------------------------- | --------------------------------------------------------------------- | --------------------------------------------------------------------- |
| México 1926                     | No se disputó torneo de fútbol                                        | No se disputó torneo de fútbol                                        | No se disputó torneo de fútbol                                        | No se disputó torneo de fútbol                                        | No se disputó torneo de fútbol                                        | No se disputó torneo de fútbol                                        | No se disputó torneo de fútbol                                        | No se disputó torneo de fútbol                                        |
| La Habana 1930                  | De 1930 a 1938 los Juegos fueron disputados por selecciones absolutas | De 1930 a 1938 los Juegos fueron disputados por selecciones absolutas | De 1930 a 1938 los Juegos fueron disputados por selecciones absolutas | De 1930 a 1938 los Juegos fueron disputados por selecciones absolutas | De 1930 a 1938 los Juegos fueron disputados por selecciones absolutas | De 1930 a 1938 los Juegos fueron disputados por selecciones absolutas | De 1930 a 1938 los Juegos fueron disputados por selecciones absolutas | De 1930 a 1938 los Juegos fueron disputados por selecciones absolutas |
| San Salvador 1935               | De 1930 a 1938 los Juegos fueron disputados por selecciones absolutas | De 1930 a 1938 los Juegos fueron disputados por selecciones absolutas | De 1930 a 1938 los Juegos fueron disputados por selecciones absolutas | De 1930 a 1938 los Juegos fueron disputados por selecciones absolutas | De 1930 a 1938 los Juegos fueron disputados por selecciones absolutas | De 1930 a 1938 los Juegos fueron disputados por selecciones absolutas | De 1930 a 1938 los Juegos fueron disputados por selecciones absolutas | De 1930 a 1938 los Juegos fueron disputados por selecciones absolutas |
| Panamá 1938                     | De 1930 a 1938 los Juegos fueron disputados por selecciones absolutas | De 1930 a 1938 los Juegos fueron disputados por selecciones absolutas | De 1930 a 1938 los Juegos fueron disputados por selecciones absolutas | De 1930 a 1938 los Juegos fueron disputados por selecciones absolutas | De 1930 a 1938 los Juegos fueron disputados por selecciones absolutas | De 1930 a 1938 los Juegos fueron disputados por selecciones absolutas | De 1930 a 1938 los Juegos fueron disputados por selecciones absolutas | De 1930 a 1938 los Juegos fueron disputados por selecciones absolutas |
| Barranquilla 1946               | De 1946 a 1986 los Juegos fueron disputados por selecciones amateur   | De 1946 a 1986 los Juegos fueron disputados por selecciones amateur   | De 1946 a 1986 los Juegos fueron disputados por selecciones amateur   | De 1946 a 1986 los Juegos fueron disputados por selecciones amateur   | De 1946 a 1986 los Juegos fueron disputados por selecciones amateur   | De 1946 a 1986 los Juegos fueron disputados por selecciones amateur   | De 1946 a 1986 los Juegos fueron disputados por selecciones amateur   | De 1946 a 1986 los Juegos fueron disputados por selecciones amateur   |
| Guatemala 1950                  | De 1946 a 1986 los Juegos fueron disputados por selecciones amateur   | De 1946 a 1986 los Juegos fueron disputados por selecciones amateur   | De 1946 a 1986 los Juegos fueron disputados por selecciones amateur   | De 1946 a 1986 los Juegos fueron disputados por selecciones amateur   | De 1946 a 1986 los Juegos fueron disputados por selecciones amateur   | De 1946 a 1986 los Juegos fueron disputados por selecciones amateur   | De 1946 a 1986 los Juegos fueron disputados por selecciones amateur   | De 1946 a 1986 los Juegos fueron disputados por selecciones amateur   |
| México 1954                     | De 1946 a 1986 los Juegos fueron disputados por selecciones amateur   | De 1946 a 1986 los Juegos fueron disputados por selecciones amateur   | De 1946 a 1986 los Juegos fueron disputados por selecciones amateur   | De 1946 a 1986 los Juegos fueron disputados por selecciones amateur   | De 1946 a 1986 los Juegos fueron disputados por selecciones amateur   | De 1946 a 1986 los Juegos fueron disputados por selecciones amateur   | De 1946 a 1986 los Juegos fueron disputados por selecciones amateur   | De 1946 a 1986 los Juegos fueron disputados por selecciones amateur   |
| Caracas 1959                    | De 1946 a 1986 los Juegos fueron disputados por selecciones amateur   | De 1946 a 1986 los Juegos fueron disputados por selecciones amateur   | De 1946 a 1986 los Juegos fueron disputados por selecciones amateur   | De 1946 a 1986 los Juegos fueron disputados por selecciones amateur   | De 1946 a 1986 los Juegos fueron disputados por selecciones amateur   | De 1946 a 1986 los Juegos fueron disputados por selecciones amateur   | De 1946 a 1986 los Juegos fueron disputados por selecciones amateur   | De 1946 a 1986 los Juegos fueron disputados por selecciones amateur   |
| Kingston 1962                   | De 1946 a 1986 los Juegos fueron disputados por selecciones amateur   | De 1946 a 1986 los Juegos fueron disputados por selecciones amateur   | De 1946 a 1986 los Juegos fueron disputados por selecciones amateur   | De 1946 a 1986 los Juegos fueron disputados por selecciones amateur   | De 1946 a 1986 los Juegos fueron disputados por selecciones amateur   | De 1946 a 1986 los Juegos fueron disputados por selecciones amateur   | De 1946 a 1986 los Juegos fueron disputados por selecciones amateur   | De 1946 a 1986 los Juegos fueron disputados por selecciones amateur   |
| San Juan 1966                   | De 1946 a 1986 los Juegos fueron disputados por selecciones amateur   | De 1946 a 1986 los Juegos fueron disputados por selecciones amateur   | De 1946 a 1986 los Juegos fueron disputados por selecciones amateur   | De 1946 a 1986 los Juegos fueron disputados por selecciones amateur   | De 1946 a 1986 los Juegos fueron disputados por selecciones amateur   | De 1946 a 1986 los Juegos fueron disputados por selecciones amateur   | De 1946 a 1986 los Juegos fueron disputados por selecciones amateur   | De 1946 a 1986 los Juegos fueron disputados por selecciones amateur   |
| Panamá 1970                     | De 1946 a 1986 los Juegos fueron disputados por selecciones amateur   | De 1946 a 1986 los Juegos fueron disputados por selecciones amateur   | De 1946 a 1986 los Juegos fueron disputados por selecciones amateur   | De 1946 a 1986 los Juegos fueron disputados por selecciones amateur   | De 1946 a 1986 los Juegos fueron disputados por selecciones amateur   | De 1946 a 1986 los Juegos fueron disputados por selecciones amateur   | De 1946 a 1986 los Juegos fueron disputados por selecciones amateur   | De 1946 a 1986 los Juegos fueron disputados por selecciones amateur   |
| Santo Domingo 1974              | De 1946 a 1986 los Juegos fueron disputados por selecciones amateur   | De 1946 a 1986 los Juegos fueron disputados por selecciones amateur   | De 1946 a 1986 los Juegos fueron disputados por selecciones amateur   | De 1946 a 1986 los Juegos fueron disputados por selecciones amateur   | De 1946 a 1986 los Juegos fueron disputados por selecciones amateur   | De 1946 a 1986 los Juegos fueron disputados por selecciones amateur   | De 1946 a 1986 los Juegos fueron disputados por selecciones amateur   | De 1946 a 1986 los Juegos fueron disputados por selecciones amateur   |
| Medellín 1978                   | De 1946 a 1986 los Juegos fueron disputados por selecciones amateur   | De 1946 a 1986 los Juegos fueron disputados por selecciones amateur   | De 1946 a 1986 los Juegos fueron disputados por selecciones amateur   | De 1946 a 1986 los Juegos fueron disputados por selecciones amateur   | De 1946 a 1986 los Juegos fueron disputados por selecciones amateur   | De 1946 a 1986 los Juegos fueron disputados por selecciones amateur   | De 1946 a 1986 los Juegos fueron disputados por selecciones amateur   | De 1946 a 1986 los Juegos fueron disputados por selecciones amateur   |
| La Habana 1982                  | De 1946 a 1986 los Juegos fueron disputados por selecciones amateur   | De 1946 a 1986 los Juegos fueron disputados por selecciones amateur   | De 1946 a 1986 los Juegos fueron disputados por selecciones amateur   | De 1946 a 1986 los Juegos fueron disputados por selecciones amateur   | De 1946 a 1986 los Juegos fueron disputados por selecciones amateur   | De 1946 a 1986 los Juegos fueron disputados por selecciones amateur   | De 1946 a 1986 los Juegos fueron disputados por selecciones amateur   | De 1946 a 1986 los Juegos fueron disputados por selecciones amateur   |
| Santiago de los Caballeros 1986 | De 1946 a 1986 los Juegos fueron disputados por selecciones amateur   | De 1946 a 1986 los Juegos fueron disputados por selecciones amateur   | De 1946 a 1986 los Juegos fueron disputados por selecciones amateur   | De 1946 a 1986 los Juegos fueron disputados por selecciones amateur   | De 1946 a 1986 los Juegos fueron disputados por selecciones amateur   | De 1946 a 1986 los Juegos fueron disputados por selecciones amateur   | De 1946 a 1986 los Juegos fueron disputados por selecciones amateur   | De 1946 a 1986 los Juegos fueron disputados por selecciones amateur   |
| México 1990                     | Medalla de oro                                                        | 1.º                                                                   | 5                                                                     | 5                                                                     | 0                                                                     | 0                                                                     | 20                                                                    | 1                                                                     |
| Ponce 1993                      | En 1993 y 1998 los Juegos fueron disputados por selecciones sub-20    | En 1993 y 1998 los Juegos fueron disputados por selecciones sub-20    | En 1993 y 1998 los Juegos fueron disputados por selecciones sub-20    | En 1993 y 1998 los Juegos fueron disputados por selecciones sub-20    | En 1993 y 1998 los Juegos fueron disputados por selecciones sub-20    | En 1993 y 1998 los Juegos fueron disputados por selecciones sub-20    | En 1993 y 1998 los Juegos fueron disputados por selecciones sub-20    | En 1993 y 1998 los Juegos fueron disputados por selecciones sub-20    |
| Maracaibo 1998                  | En 1993 y 1998 los Juegos fueron disputados por selecciones sub-20    | En 1993 y 1998 los Juegos fueron disputados por selecciones sub-20    | En 1993 y 1998 los Juegos fueron disputados por selecciones sub-20    | En 1993 y 1998 los Juegos fueron disputados por selecciones sub-20    | En 1993 y 1998 los Juegos fueron disputados por selecciones sub-20    | En 1993 y 1998 los Juegos fueron disputados por selecciones sub-20    | En 1993 y 1998 los Juegos fueron disputados por selecciones sub-20    | En 1993 y 1998 los Juegos fueron disputados por selecciones sub-20    |
| San Salvador 2002               | Entre 2002 y 2006 los Juegos fueron disputados por selecciones sub-21 | Entre 2002 y 2006 los Juegos fueron disputados por selecciones sub-21 | Entre 2002 y 2006 los Juegos fueron disputados por selecciones sub-21 | Entre 2002 y 2006 los Juegos fueron disputados por selecciones sub-21 | Entre 2002 y 2006 los Juegos fueron disputados por selecciones sub-21 | Entre 2002 y 2006 los Juegos fueron disputados por selecciones sub-21 | Entre 2002 y 2006 los Juegos fueron disputados por selecciones sub-21 | Entre 2002 y 2006 los Juegos fueron disputados por selecciones sub-21 |
| Cartagena 2006                  | Entre 2002 y 2006 los Juegos fueron disputados por selecciones sub-21 | Entre 2002 y 2006 los Juegos fueron disputados por selecciones sub-21 | Entre 2002 y 2006 los Juegos fueron disputados por selecciones sub-21 | Entre 2002 y 2006 los Juegos fueron disputados por selecciones sub-21 | Entre 2002 y 2006 los Juegos fueron disputados por selecciones sub-21 | Entre 2002 y 2006 los Juegos fueron disputados por selecciones sub-21 | Entre 2002 y 2006 los Juegos fueron disputados por selecciones sub-21 | Entre 2002 y 2006 los Juegos fueron disputados por selecciones sub-21 |
| Mayagüez 2010                   | La Selección de México no participó                                   | La Selección de México no participó                                   | La Selección de México no participó                                   | La Selección de México no participó                                   | La Selección de México no participó                                   | La Selección de México no participó                                   | La Selección de México no participó                                   | La Selección de México no participó                                   |
| Veracruz 2014                   | Entre 2014 y 2018 los Juegos fueron disputados por selecciones sub-21 | Entre 2014 y 2018 los Juegos fueron disputados por selecciones sub-21 | Entre 2014 y 2018 los Juegos fueron disputados por selecciones sub-21 | Entre 2014 y 2018 los Juegos fueron disputados por selecciones sub-21 | Entre 2014 y 2018 los Juegos fueron disputados por selecciones sub-21 | Entre 2014 y 2018 los Juegos fueron disputados por selecciones sub-21 | Entre 2014 y 2018 los Juegos fueron disputados por selecciones sub-21 | Entre 2014 y 2018 los Juegos fueron disputados por selecciones sub-21 |
| Barranquilla 2018               | Entre 2014 y 2018 los Juegos fueron disputados por selecciones sub-21 | Entre 2014 y 2018 los Juegos fueron disputados por selecciones sub-21 | Entre 2014 y 2018 los Juegos fueron disputados por selecciones sub-21 | Entre 2014 y 2018 los Juegos fueron disputados por selecciones sub-21 | Entre 2014 y 2018 los Juegos fueron disputados por selecciones sub-21 | Entre 2014 y 2018 los Juegos fueron disputados por selecciones sub-21 | Entre 2014 y 2018 los Juegos fueron disputados por selecciones sub-21 | Entre 2014 y 2018 los Juegos fueron disputados por selecciones sub-21 |
| San Salvador 2023               | En 2023 los Juegos fueron disputados por selecciones sub-22           | En 2023 los Juegos fueron disputados por selecciones sub-22           | En 2023 los Juegos fueron disputados por selecciones sub-22           | En 2023 los Juegos fueron disputados por selecciones sub-22           | En 2023 los Juegos fueron disputados por selecciones sub-22           | En 2023 los Juegos fueron disputados por selecciones sub-22           | En 2023 los Juegos fueron disputados por selecciones sub-22           | En 2023 los Juegos fueron disputados por selecciones sub-22           |
| Total                           |                                                                       | -                                                                     | 5                                                                     | 5                                                                     | 0                                                                     | 0                                                                     | 20                                                                    | 1                                                                     |

### Preolímpico
| Año                             | Ronda | PJ | G | E | P | GF | GC | DIF | |
| ------------------------------- | --- | --- | --- | --- | --- | --- | --- | --- | --- |
| Perú 1960                       | De 1960 a 1988 las eliminatorias las disputaron selecciones amateur | De 1960 a 1988 las eliminatorias las disputaron selecciones amateur | De 1960 a 1988 las eliminatorias las disputaron selecciones amateur | De 1960 a 1988 las eliminatorias las disputaron selecciones amateur | De 1960 a 1988 las eliminatorias las disputaron selecciones amateur | De 1960 a 1988 las eliminatorias las disputaron selecciones amateur | De 1960 a 1988 las eliminatorias las disputaron selecciones amateur | De 1960 a 1988 las eliminatorias las disputaron selecciones amateur | |
| México 1964                     | De 1960 a 1988 las eliminatorias las disputaron selecciones amateur | De 1960 a 1988 las eliminatorias las disputaron selecciones amateur | De 1960 a 1988 las eliminatorias las disputaron selecciones amateur | De 1960 a 1988 las eliminatorias las disputaron selecciones amateur | De 1960 a 1988 las eliminatorias las disputaron selecciones amateur | De 1960 a 1988 las eliminatorias las disputaron selecciones amateur | De 1960 a 1988 las eliminatorias las disputaron selecciones amateur | De 1960 a 1988 las eliminatorias las disputaron selecciones amateur | |
| Preolímpico de Concacaf de 1968 | De 1960 a 1988 las eliminatorias las disputaron selecciones amateur | De 1960 a 1988 las eliminatorias las disputaron selecciones amateur | De 1960 a 1988 las eliminatorias las disputaron selecciones amateur | De 1960 a 1988 las eliminatorias las disputaron selecciones amateur | De 1960 a 1988 las eliminatorias las disputaron selecciones amateur | De 1960 a 1988 las eliminatorias las disputaron selecciones amateur | De 1960 a 1988 las eliminatorias las disputaron selecciones amateur | De 1960 a 1988 las eliminatorias las disputaron selecciones amateur | |
| Preolímpico de Concacaf de 1972 | De 1960 a 1988 las eliminatorias las disputaron selecciones amateur | De 1960 a 1988 las eliminatorias las disputaron selecciones amateur | De 1960 a 1988 las eliminatorias las disputaron selecciones amateur | De 1960 a 1988 las eliminatorias las disputaron selecciones amateur | De 1960 a 1988 las eliminatorias las disputaron selecciones amateur | De 1960 a 1988 las eliminatorias las disputaron selecciones amateur | De 1960 a 1988 las eliminatorias las disputaron selecciones amateur | De 1960 a 1988 las eliminatorias las disputaron selecciones amateur | |
| Preolímpico de Concacaf de 1976 | De 1960 a 1988 las eliminatorias las disputaron selecciones amateur | De 1960 a 1988 las eliminatorias las disputaron selecciones amateur | De 1960 a 1988 las eliminatorias las disputaron selecciones amateur | De 1960 a 1988 las eliminatorias las disputaron selecciones amateur | De 1960 a 1988 las eliminatorias las disputaron selecciones amateur | De 1960 a 1988 las eliminatorias las disputaron selecciones amateur | De 1960 a 1988 las eliminatorias las disputaron selecciones amateur | De 1960 a 1988 las eliminatorias las disputaron selecciones amateur | |
| Preolímpico de Concacaf de 1980 | De 1960 a 1988 las eliminatorias las disputaron selecciones amateur | De 1960 a 1988 las eliminatorias las disputaron selecciones amateur | De 1960 a 1988 las eliminatorias las disputaron selecciones amateur | De 1960 a 1988 las eliminatorias las disputaron selecciones amateur | De 1960 a 1988 las eliminatorias las disputaron selecciones amateur | De 1960 a 1988 las eliminatorias las disputaron selecciones amateur | De 1960 a 1988 las eliminatorias las disputaron selecciones amateur | De 1960 a 1988 las eliminatorias las disputaron selecciones amateur | |
| Preolímpico de Concacaf de 1984 | De 1960 a 1988 las eliminatorias las disputaron selecciones amateur | De 1960 a 1988 las eliminatorias las disputaron selecciones amateur | De 1960 a 1988 las eliminatorias las disputaron selecciones amateur | De 1960 a 1988 las eliminatorias las disputaron selecciones amateur | De 1960 a 1988 las eliminatorias las disputaron selecciones amateur | De 1960 a 1988 las eliminatorias las disputaron selecciones amateur | De 1960 a 1988 las eliminatorias las disputaron selecciones amateur | De 1960 a 1988 las eliminatorias las disputaron selecciones amateur | |
| Preolímpico de Concacaf de 1988 | De 1960 a 1988 las eliminatorias las disputaron selecciones amateur | De 1960 a 1988 las eliminatorias las disputaron selecciones amateur | De 1960 a 1988 las eliminatorias las disputaron selecciones amateur | De 1960 a 1988 las eliminatorias las disputaron selecciones amateur | De 1960 a 1988 las eliminatorias las disputaron selecciones amateur | De 1960 a 1988 las eliminatorias las disputaron selecciones amateur | De 1960 a 1988 las eliminatorias las disputaron selecciones amateur | De 1960 a 1988 las eliminatorias las disputaron selecciones amateur | |
| Preolímpico de Concacaf de 1992 | Subcampeón | 10 | 4 | 3 | 3 | 22 | 12 | 10 | |
| Canadá 1996                     | Campeón | 7 | 7 | 0 | 0 | 21 | 1 | 20 | |
| Estados Unidos 2000             | Tercer lugar | 7 | 4 | 3 | 0 | 21 | 4 | 17 | |
| México 2004                     | Campeón | 5 | 4 | 1 | 0 | 13 | 2 | 9 | |
| Estados Unidos 2008             | Primera fase | 3 | 1 | 1 | 1 | 7 | 4 | 3 | |
| Estados Unidos 2012             | Campeón | 5 | 5 | 0 | 0 | 16 | 3 | 13 | |
| Estados Unidos 2015             | Campeón | 5 | 5 | 0 | 0 | 11 | 1 | 10 | |
| México 2021                     | Campeón | 5 | 4 | 1 | 0 | 11 | 2 | 9 | |
| Honduras 2022                   | No se realizó un torneo preolímpico para la categoría sub-23; la clasificación al Torneo Olímpico de Fútbol de París 2024 recayó en los finalistas del Campeonato Sub-20 de la Concacaf de 2022. | No se realizó un torneo preolímpico para la categoría sub-23; la clasificación al Torneo Olímpico de Fútbol de París 2024 recayó en los finalistas del Campeonato Sub-20 de la Concacaf de 2022. | No se realizó un torneo preolímpico para la categoría sub-23; la clasificación al Torneo Olímpico de Fútbol de París 2024 recayó en los finalistas del Campeonato Sub-20 de la Concacaf de 2022. | No se realizó un torneo preolímpico para la categoría sub-23; la clasificación al Torneo Olímpico de Fútbol de París 2024 recayó en los finalistas del Campeonato Sub-20 de la Concacaf de 2022. | No se realizó un torneo preolímpico para la categoría sub-23; la clasificación al Torneo Olímpico de Fútbol de París 2024 recayó en los finalistas del Campeonato Sub-20 de la Concacaf de 2022. | No se realizó un torneo preolímpico para la categoría sub-23; la clasificación al Torneo Olímpico de Fútbol de París 2024 recayó en los finalistas del Campeonato Sub-20 de la Concacaf de 2022. | No se realizó un torneo preolímpico para la categoría sub-23; la clasificación al Torneo Olímpico de Fútbol de París 2024 recayó en los finalistas del Campeonato Sub-20 de la Concacaf de 2022. | No se realizó un torneo preolímpico para la categoría sub-23; la clasificación al Torneo Olímpico de Fútbol de París 2024 recayó en los finalistas del Campeonato Sub-20 de la Concacaf de 2022. | No se realizó un torneo preolímpico para la categoría sub-23; la clasificación al Torneo Olímpico de Fútbol de París 2024 recayó en los finalistas del Campeonato Sub-20 de la Concacaf de 2022. |
| Total                           | 4 títulos | 47 | 34 | 9 | 4 | 122 | 29 | 93 | |

### Festival International "Espoirs"
| Edición | Resultado                                      | Posición                                       | PJ                                             | PG                                             | PE                                             | PP                                             | GF                                             | GC                                             |
| ------- | ---------------------------------------------- | ---------------------------------------------- | ---------------------------------------------- | ---------------------------------------------- | ---------------------------------------------- | ---------------------------------------------- | ---------------------------------------------- | ---------------------------------------------- |
| 2008    | -                                              | -                                              | 0                                              | 0                                              | 0                                              | 0                                              | 0                                              | 0                                              |
| 2009    | Torneo disputado por selecciones sub-21        | Torneo disputado por selecciones sub-21        | Torneo disputado por selecciones sub-21        | Torneo disputado por selecciones sub-21        | Torneo disputado por selecciones sub-21        | Torneo disputado por selecciones sub-21        | Torneo disputado por selecciones sub-21        | Torneo disputado por selecciones sub-21        |
| 2010    | Torneo disputado por selecciones sub-22        | Torneo disputado por selecciones sub-22        | Torneo disputado por selecciones sub-22        | Torneo disputado por selecciones sub-22        | Torneo disputado por selecciones sub-22        | Torneo disputado por selecciones sub-22        | Torneo disputado por selecciones sub-22        | Torneo disputado por selecciones sub-22        |
| 2011    | Torneo disputado por selecciones sub-21        | Torneo disputado por selecciones sub-21        | Torneo disputado por selecciones sub-21        | Torneo disputado por selecciones sub-21        | Torneo disputado por selecciones sub-21        | Torneo disputado por selecciones sub-21        | Torneo disputado por selecciones sub-21        | Torneo disputado por selecciones sub-21        |
| 2012    | Campeón                                        | 1.º                                            | 5                                              | 4                                              | 0                                              | 1                                              | 14                                             | 9                                              |
| 2013    | Torneo disputado por selecciones sub-20        | Torneo disputado por selecciones sub-20        | Torneo disputado por selecciones sub-20        | Torneo disputado por selecciones sub-20        | Torneo disputado por selecciones sub-20        | Torneo disputado por selecciones sub-20        | Torneo disputado por selecciones sub-20        | Torneo disputado por selecciones sub-20        |
| 2014    | Torneo disputado por selecciones sub-21        | Torneo disputado por selecciones sub-21        | Torneo disputado por selecciones sub-21        | Torneo disputado por selecciones sub-21        | Torneo disputado por selecciones sub-21        | Torneo disputado por selecciones sub-21        | Torneo disputado por selecciones sub-21        | Torneo disputado por selecciones sub-21        |
| 2015    | Torneo disputado por selecciones sub-22        | Torneo disputado por selecciones sub-22        | Torneo disputado por selecciones sub-22        | Torneo disputado por selecciones sub-22        | Torneo disputado por selecciones sub-22        | Torneo disputado por selecciones sub-22        | Torneo disputado por selecciones sub-22        | Torneo disputado por selecciones sub-22        |
| 2016    | Primera fase                                   | 7.º                                            | 4                                              | 1                                              | 1                                              | 2                                              | 6                                              | 8                                              |
| 2017    | Torneo disputado por selecciones sub-20        | Torneo disputado por selecciones sub-20        | Torneo disputado por selecciones sub-20        | Torneo disputado por selecciones sub-20        | Torneo disputado por selecciones sub-20        | Torneo disputado por selecciones sub-20        | Torneo disputado por selecciones sub-20        | Torneo disputado por selecciones sub-20        |
| 2018    | Torneo disputado por selecciones sub-21        | Torneo disputado por selecciones sub-21        | Torneo disputado por selecciones sub-21        | Torneo disputado por selecciones sub-21        | Torneo disputado por selecciones sub-21        | Torneo disputado por selecciones sub-21        | Torneo disputado por selecciones sub-21        | Torneo disputado por selecciones sub-21        |
| 2019    | Torneo disputado por selecciones sub-22        | Torneo disputado por selecciones sub-22        | Torneo disputado por selecciones sub-22        | Torneo disputado por selecciones sub-22        | Torneo disputado por selecciones sub-22        | Torneo disputado por selecciones sub-22        | Torneo disputado por selecciones sub-22        | Torneo disputado por selecciones sub-22        |
| 2020    | Torneos cancelados por la Pandemia de COVID-19 | Torneos cancelados por la Pandemia de COVID-19 | Torneos cancelados por la Pandemia de COVID-19 | Torneos cancelados por la Pandemia de COVID-19 | Torneos cancelados por la Pandemia de COVID-19 | Torneos cancelados por la Pandemia de COVID-19 | Torneos cancelados por la Pandemia de COVID-19 | Torneos cancelados por la Pandemia de COVID-19 |
| 2021    | Torneos cancelados por la Pandemia de COVID-19 | Torneos cancelados por la Pandemia de COVID-19 | Torneos cancelados por la Pandemia de COVID-19 | Torneos cancelados por la Pandemia de COVID-19 | Torneos cancelados por la Pandemia de COVID-19 | Torneos cancelados por la Pandemia de COVID-19 | Torneos cancelados por la Pandemia de COVID-19 | Torneos cancelados por la Pandemia de COVID-19 |
| 2022    | Torneo disputado por selecciones sub-21        | Torneo disputado por selecciones sub-21        | Torneo disputado por selecciones sub-21        | Torneo disputado por selecciones sub-21        | Torneo disputado por selecciones sub-21        | Torneo disputado por selecciones sub-21        | Torneo disputado por selecciones sub-21        | Torneo disputado por selecciones sub-21        |
| 2023    | Torneo disputado por selecciones sub-22        | Torneo disputado por selecciones sub-22        | Torneo disputado por selecciones sub-22        | Torneo disputado por selecciones sub-22        | Torneo disputado por selecciones sub-22        | Torneo disputado por selecciones sub-22        | Torneo disputado por selecciones sub-22        | Torneo disputado por selecciones sub-22        |
| 2024    | -                                              | 6.º                                            | 5                                              | 1                                              | 2                                              | 2                                              | 7                                              | 11                                             |
| 2025    | Torneo disputado por selecciones sub-22        | Torneo disputado por selecciones sub-22        | Torneo disputado por selecciones sub-22        | Torneo disputado por selecciones sub-22        | Torneo disputado por selecciones sub-22        | Torneo disputado por selecciones sub-22        | Torneo disputado por selecciones sub-22        | Torneo disputado por selecciones sub-22        |
| Total   |                                                | -                                              | 0                                              | 0                                              | 0                                              | 0                                              | 0                                              | 0                                              |

## Palmarés
- Juegos Olímpicos
  -  Medalla de Oro (1): 2012.
  -  Medalla de bronce (1): 2020.
- Juegos Panamericanos
  -  Medalla de Oro (2): 1999, 2011.
  -   Medalla de Plata (2): 1991, 1995.
  -   Medalla de Bronce (2): 2003, 2023.
- Juegos Centroamericanos y del Caribe
  -  Medalla de Oro (2): 1990, 2023.
- Torneo Preolímpico de Concacaf
  - Campeón (5): 1996, 2004, 2012, 2015, 2021.